# Juoksengi
Juoksengi – miejscowość (tätort) w Szwecji, w regionie administracyjnym (län) Norrbotten, w gminie Övertorneå.
Według danych Szwedzkiego Urzędu Statystycznego liczba ludności wyniosła: 327 (31 grudnia 2015), 301 (31 grudnia 2018) i 291 (31 grudnia 2019).